# Popenki
Popenki (rum. Popencu, ros. Попенки) – wieś o spornej przynależności państwowej (de iure Mołdawia, de facto Naddniestrze), w rejonie Rybnica, nad Dniestrem, na historycznym Podolu.
W czasach I Rzeczypospolitej wieś leżała w województwie bracławskim w prowincji małopolskiej Korony Królestwa Polskiego. Należała do klucza jahorłyckiego Lubomirskich. Odpadła od Polski w wyniku II rozbioru.